# Biserica reformată din Valea Pomilor
Biserica reformată din Valea Pomilor, Sălaj a fost construită în perioada 1792-1794.